# Nicosia
Nicosia (görögül Λευκωσία [Lefkoszía], törökül Lefkoşa) Ciprus fővárosa. 1964-ben 103 000 lakosa volt, 1992-ben 177 410, 2004-ben mintegy 200 000. A várost az 1983 óta de facto fennálló, valójában Törökország protektorátusának tekinthető Észak-ciprusi Török Köztársaság is fővárosának tartja, de annak kormánya ténylegesen Girnében (Kerínia) székel.

## Fekvése
A sziget középső részén, a Kerínia-hegység és a Tróodosz-masszívum közötti sík területen található.
Az éghajlat Nicosiában félszáraz szubtrópusi (Köppen: BSh).

## Története
Az ősi város a 7. században lett a sziget fővárosa. Az ókor során Nagy Sándor csatolta birodalmához, azután egyiptomi fennhatóság alá tartozott, végül Rómához. Bizánc uralma alatt Lefkoszía volt a neve. A keresztesek 1192-ben, a genovaiak 1373-ban, a velenceiek 1484-ben foglalták el. Nicosia legérdekesebb része az óváros, amelyet 16. századi velencei fal vesz körül. A János katedrálist 1662-ben építették. 1570-től 1878-ig Törökország megszállása alatt volt, ezután 1960-ig brit gyarmat.
A függetlenség kikiáltása óta görög-török ellentétek színhelye. Különösen 1974-ben szenvedett sokat Törökország katonai agressziója idején. A sziget görögök illetve törökök lakta részeit elválasztó Zöld vonal áthalad a városon. (A vonal két oldalán ENSZ békefenntartók állomásoznak.)

## Népesség
| Lakosok száma | 276 410 | 330 000 | 56 848 |
|               | 2012    | 2015    | 2021   |

## Dél-Nicosia

### Látnivalók
- János-katedrális
- Ikonmúzeum
- Archeológiai múzeum

### Városrészek
- Ájosz Dométiosz
- Aglandziá
- Akrópoli
- Éngomi
- Kaimaklí
- Laciá
- Lakatámia
- Sztróvolosz

### Testvértelepülések
- Athén, Görögország (1988)
- Bukarest, Románia (2004)
- Odessza, Ukrajna (1996)
- Sanghaj, Kína (2004)
- Schwerin, Németország (1974)
- Siráz, Irán (1999)

## Észak-Nicosia

### Látnivalók
- Arabahmet mecset
- Szelimije-mecset
- Mahmut szultán könyvtár
- Atatürk-tér
- Büyük Han – egykori karavánszeráj, fogadó a török időkből

### Múzeum
- Török etnográfiai múzeum (Mevlevi Tekke)
- Nemzeti harc múzeuma
- II. Mahmud szultán könyvtár

## Közlekedés
Fontos közúti csomópont.

## Galéria

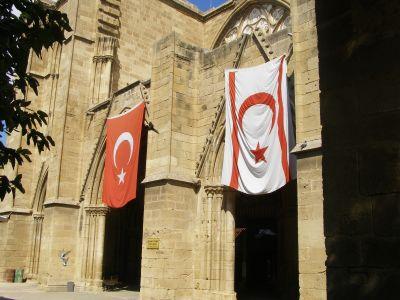
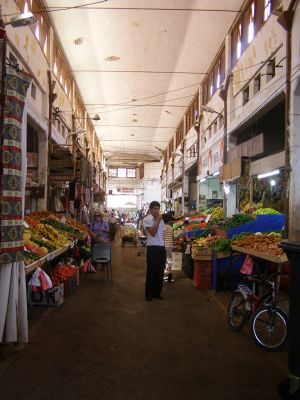
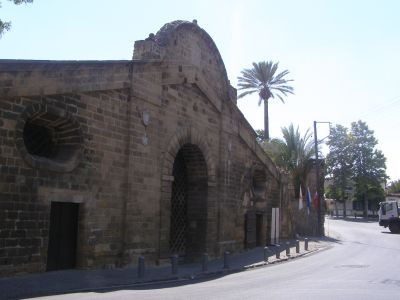
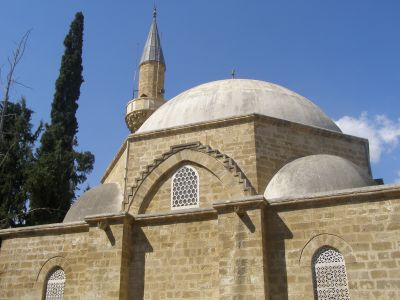
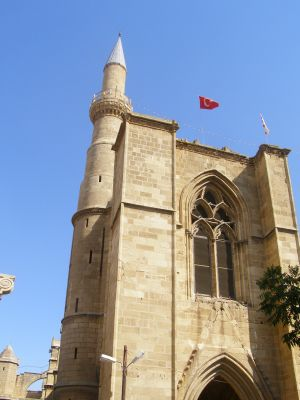
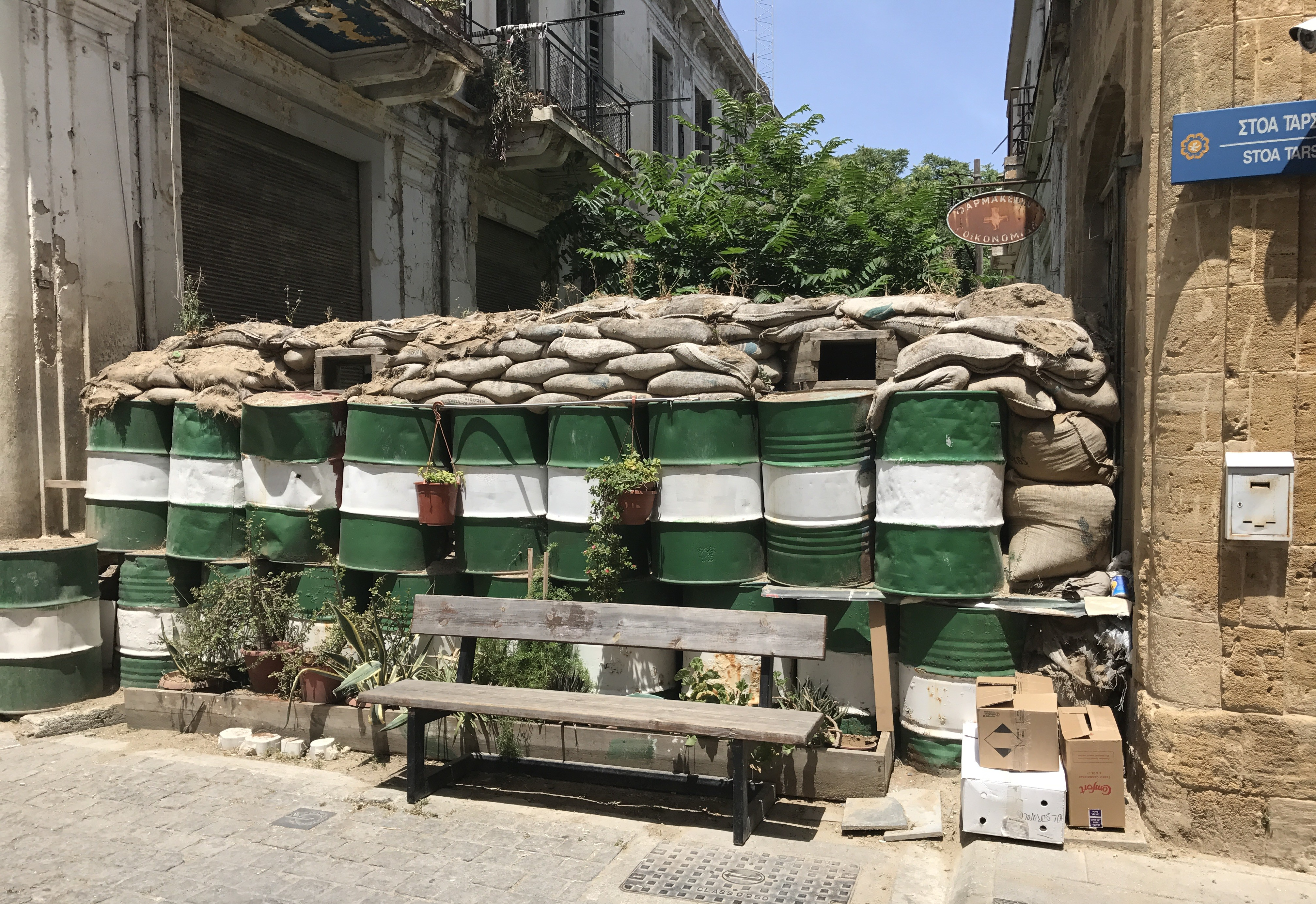
Úttorlasz a görög és török rész között